# Emberiza buchanani
El escribano cabecigrís (Emberiza buchanani) es una especie de ave paseriforme de la familia Emberizidae propia de Asia.

## Distribución y hábitat
Cría en Oriente medio y Asia central, desde el mar Caspio hasta las montañas Altái, y migra al sur para pasar el invierno en el oeste del subcontinente indio.

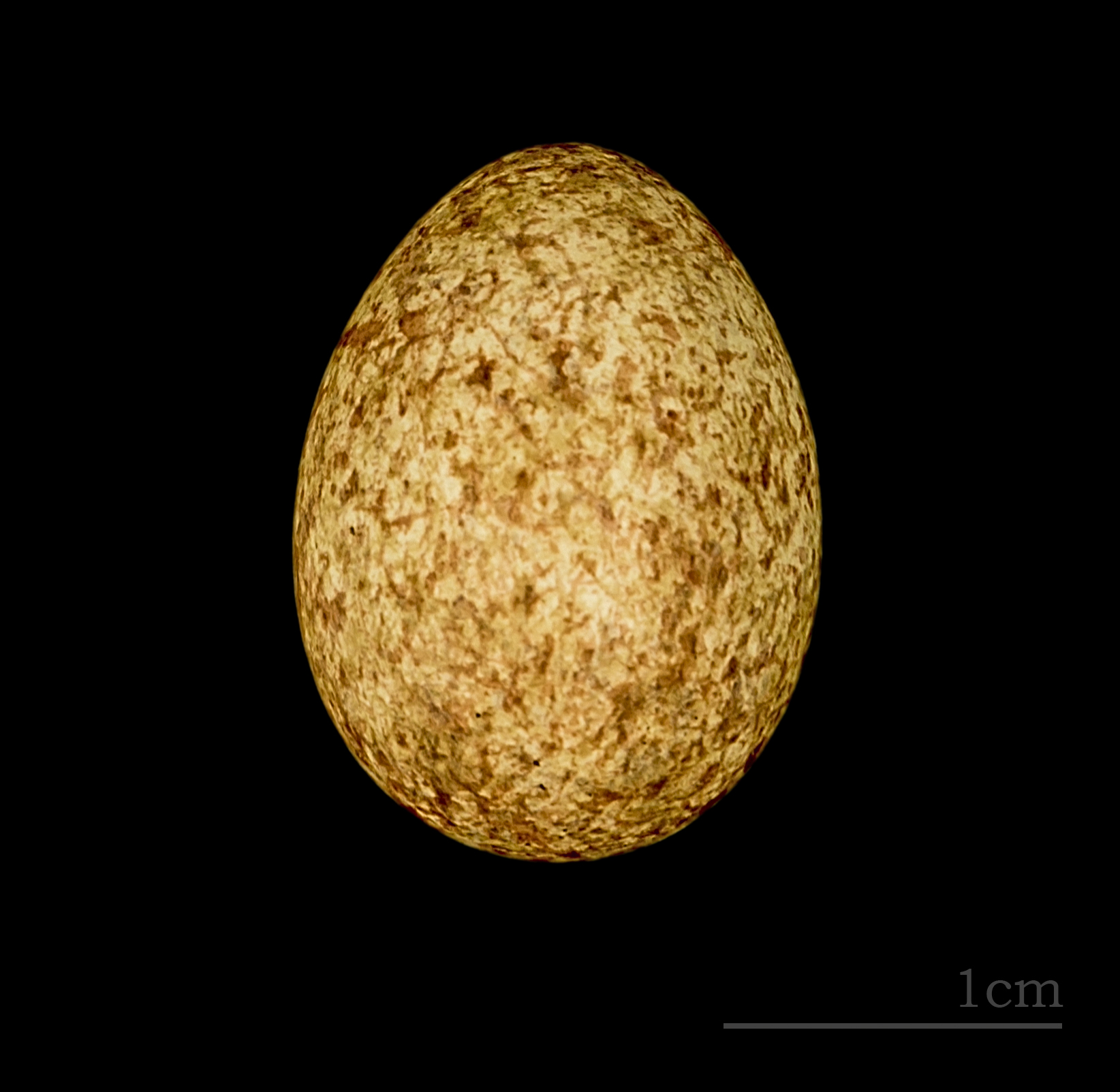
Huevo de escribano cabecigrís.

La especie fue descrita por Edward Blyth basado en un dibujo de Francis Buchanan-Hamilton.

## Subespecies
- Emberiza buchanani buchanani
- Emberiza buchanani cerrutii
- Emberiza buchanani neobscura
- Emberiza buchanani obscura